# ОКБ тонкого биологического машиностроения
Опытно-конструкторское бюро тонкого биологического машиносторения или же ОКБ ТБМ — советское машиностроительное и приборостроительное опытное конструкторское бюро в г. Кириши Ленинградской области.
ОКБ входило в состав Главмикробиопрома и НПО «Биопрепарат» и занималось разработкой и изготовлением нового технологического оборудования, приборов, аппаратуры и автоматизированных систем контроля, регулирования и управления микробиологическими процессами; разработкой высокоэффективных технологических процессов; изготовлением нестандартного оборудования и запасных частей для нужд отрасли.
ОКБ ТБМ играло ведущую роль в разработке и производстве вышеперечисленной продукции как для предприятий и лабораторий «Биопрепарата», так и для заводов и институтов микробиологической промышленности. Так, например, ОКБ очень тесно сотрудничало с Киришским биохимическим заводом ввиду близкого расположения. На это также указывает тот факт, что именно КБХЗ в своё время был передовым предприятием, где принималась больша́я часть рацпредложений и нововведений в отрасли, в том числе в области автоматизации процессов, интеграции в технологию систем контроля и анализа по внутренним производственным показателям и по экологическим показателям.

## История[1]

#### Создание
Создание ОКБ ТБМ в Киришах было предопределено размещением в городе нового крупного биохимического завода, который располагался близко к Ленинграду — крупнейшему после Москвы научному и промышленному центру СССР. В рамках вновь созданного НПО «Биопрепарат» предусматривалось построить два приборостроительных предприятия — ОКБ тонкого биологического машиностроения (г. Кириши) и ОКБ средств автоматизации (г. Йошкар-Ола), проектирование которых было возложено на проектный институт «Гипроприбор» при поддержке ВНИИбиохиммашпроект, в штате которого имелись опытные специалисты по КИПиА (контрольно-измерительным приборам и автоматике)
Во исполнение постановления ЦК КПСС и СМ СССР от 28.04.73 г. № 313—105 Главное управление микробиологической промышленности издаёт приказ от 18.12.73 г. № 81 «О создании с 1 января 1974 года опытно-конструкторского бюро тонкого биологического машиностроения (ОКБ ТБМ) и опытно-конструкторского бюро средств герметизации (ОКБ СГ) с экспериментальными заводами в г. Кириши».
Отвод земельного участка под строительство ОКБ разрешён распоряжением Совета Министров РСФСР от 04.06.75 № 923-р и произведён решением Киришского горисполкома от 16.09.75 № 114/421 в размере 20 га в северо-восточной промышленной зоне г. Кириши.
Технический проект Киришского ОКБ, помимо «Гипроприбора», был разработан институтом «Гипробиосинтез». Им предусматривались годовые объёмы производства на изготовление приборов и оборудования:
- ОКБ ТБМ — 10,3 млн руб.;
- ОКБ СГ — 8,6 млн руб.

В целях обеспечения начала работ по строительству ОКБ с заводами, временно распорядителем кредитов был назначен директор Киришского биохимического завода Быков Валерий Алексеевич (приказ начальника Главмикробиопрома от 20.01.75 № 12).

#### Пуск и эксплуатация
Строительство объектов предусматривалось двумя пусковыми комплексами:
- 1977 год — первый пусковой комплекс, мощностью производственных площадей 13,9 тыс. м2;
- 1978 год — второй пусковой комплекс, мощностью производственных площадей 24,38 тыс. м2.

20 марта 1975 года на должность начальника ОКБ СГ назначен Пономаренко Владимир Иванович (приказ по Главмикробиопрому от 18.03.75 № 60-к). С этой даты начинается официальное существование организации, а с конца декабря 1977 года (ровно через два года от начала строительства) ОКБ СГ стало действующим полноправным предприятием народного хозяйства. 30 декабря 1977 года первый пусковой комплекс был принят государственной комиссией, акт которой приказом по Главмикробиопрому от 30.01.78 № 21 был утверждён.
2 января 1978 года приказом Главмикробиопрома от 22.12.77 № 296-к на должность директора ОКБ ТБМ назначен Лежнин Дмитрий Николаевич.
Актом Госкомиссии от 20.01.78, утверждённым приказом Главмикробиопрома от 30.01.79 № 15, приняты в эксплуатацию объекты второго пускового комплекса.
В 1979 году все службы ОКБ ТБМ и тематические отделы были переведены во вновь введённый административно-конструкторский корпус 4 «А».
В 1980 году осуществляется дальнейшее наращивание темпов производства, укрепление материально-технической базы.
Были введены в эксплуатацию инструментальный участок, кузнечное, термическое отделения, временный участок гальваники, резинотехническое отделение.
Согласно приказам от 20.06.80 № 59 и от 29.09.80 № 88 Главмикробиопрома при СМ СССР опытно-конструкторское бюро средств герметизации подчинено опытно-конструкторскому бюро тонкого машиностроения.
В ноябре 1985 года, после ликвидации Главмикробиопрома, ОКБ вместе с НПО «Биопрепарат» переходят в ведомство вновь созданного Министерства медицинской и микробиологической промышленности.

#### После ликвидации Минмедбиопрома
В 1989 году ОКБ прекращает проектно-конструкторскую деятельность и перепрофилируется на производство печатных плат в сборочных цехах, а также выполнение других заказов Министерства Обороны.
В соответствии с решением трудового коллектива и приказом государственного концерна «Биопрепарат» от 16.08.91 № 79 осуществлена реорганизация ОКБ ТБМ.
Созданы два самостоятельных предприятия с правами юридических лиц — ОКБ ТБМ и Киришский завод биологического машиностроения (КЗБМ). Оба предприятия вошли в состав вновь образованного производственного объединения «Биор» (приказ ГК «Биопрепарат» от 08.10.91 № 104).
В 1992 году трудовые коллективы ОКБ ТБМ и КЗБМ избирают другой путь хозяйствования.
На своих конференциях работники ОКБ ТБМ 22 сентября 1992 года (Протокол № 4) и КЗБМ 28 сентября 1992 года (Протокол № 2) утверждают уставы акционерных обществ открытого типа.
Распоряжениями мэрии Киришского горсовета от 26.11.92 № 1474-р и 1475-р зарегистрированы АООТ «Киришский завод биологического машиностроения» и АООТ «Опытно-конструкторское бюро тонкого биологического машиностроения».
ОКБ ТБМ и КЗБМ относились к числу закрытых объектов, поэтому при изменении формы собственности все документы постоянного хранения были уничтожены. В связи с тем, что предприятия имели большое значение для развития Киришского района, из сохранившихся исторически значимых документов создана коллекция.
В 90-00-х годах территория ОКБ находилась в полузаброшенном состоянии. В административно-конструкторском корпусе 4 «Б» разместилась гостиница «Спутник». В цехах и административных корпусах расположены арендаторы, в том числе крупнейшее из них, ОАО «НПО Норд инвест», занимающееся производством светодиодного освещения.
Так, с 90-х годов как такового производителя и разработчика приборов, автоматики и тонкой аппаратуры для несуществующей микробиологической промышленности больше нет.

## Структура[1]
В состав пускового комплекса ОКБ СГ (1977 г.) вошли:
- производственный корпус 1 «Б»;
- административно-конструкторский корпус 4 «Б»;
- котельная с двумя котлами ДКВР, мощностью 13 Гкал.;
- ЛЭП — 110 кВ с временным подключением к ближайшей существующей ЛЭП;
- ГПП — 110/10 кВ с одним трансформатором;
- склад мазута;
- материальный склад 12 «Б»;
- пождепо;
- гараж;
- насосная 2-го подъёма;
- часть внутриплощадочных и внеплощадочных дорог;
- внеплощадочные и внутриплощадочные сети водопровода и канализации.

В состав второго пускового комплекса ОКБ ТБМ (1978 г.) вошли:
- корпус 2 «Б»;
- бытовой корпус 3 «Б»;
- энергоцех;
- корпус № 6;
- столовая;
- переходные галереи № 2 и 3;
- внутриплощадочные кабельные сети;
- внутриплощадочные тепловые сети;
- наружное освещение.

Также существовала вторая очередь завода, идентичная первой. В неё входили:
- производственный корпус 1 «А»;
- корпус 2 «А»;
- бытовой корпус 3 «А»;
- административно конструкторский корпус 4 «А»;
- материальный склад 12 «А»;